# Línia evolutiva de Misdreavus
Aquesta línia evolutiva de Pokémon inclou Misdreavus i Mismagius.

## Misdreavus
Misdreavus és una de les espècies que apareixen a la franquícia Pokémon. És de tipus fantasma i evoluciona a Mismagius.

## Mismagius
Mismagius és una de les espècies que apareixen a la franquícia Pokémon. És de tipus fantasma i evoluciona de Misdreavus.